# Muricella aruensis
Muricella aruensis är en korallart som beskrevs av Kükenthal 1919. Muricella aruensis ingår i släktet Muricella och familjen Acanthogorgiidae. Inga underarter finns listade i Catalogue of Life.